# Діброва (заповідне урочище, Рокитнівський район)
Дібро́ва — лісове заповідне урочище в Україні. Розташоване в межах Сарненського району Рівненської області, на південний захід від села Масевичі. 
Площа 16 га. Статус присвоєно згідно з рішенням Рівненського облвиконкому від 22.11.1983 року № 343 (зі змінами рішення облвиконкому № 98 від 18.06.1991 року). Перебуває у віданні ДП «Рокитнівський лісгосп» (Масевицьке л-во, кв. 43, вид.  2, 8, 10, 16, 18, 27, 28,  31). 
Статус присвоєно для збереження кількох частин лісового масиву з цінними насадженнями дуба і берези.